# ECall
eCall es un sistema de llamada de emergencia embarcado en el vehículo (IVS) capaz de conectarse con el punto de atención de llamadas de emergencia (PSAP) más apropiado,  en caso de detección de un potencial accidente (de forma automática) o en caso de activación manual por los ocupantes del vehículo, a través de la red de comunicación inalámbrica móvil. Este sistema ha sido desarrollado a iniciativa de la Comisión Europea y su objetivo es proporcionar ayuda rápida a los automovilistas implicados en un accidente de tráfico en cualquier parte de la Unión Europea. 
La Comisión aspiraba a implementarlo hacia 2009, aunque ha sufrido retraso, a causa de la dificultad de poner de acuerdo al mismo tiempo a todas las partes interesadas (fabricantes de automóviles, de equipos telemáticos, operadores de telefonía móvil, proveedores de servicios, protección civil, Centros 112 -también conocidos como PSAP (Public Safety Answering Point, sus siglas en inglés)-, diferentes ministerios de los Estados miembros de la UE. En abril de 2015 el Parlamento Europeo aprobó la aplicación de eCall en turismos nuevos para abril de 2018.
Se estima que eCall tiene el potencial de salvar 2.500 vidas al año en Europa cuando esté introducido en todos los vehículos, así como reducir la gravedad de las secuelas en los heridos por accidentes de tráfico en un 10-15% de los casos.

## Funcionamiento
En caso de accidente, se activa el IVS y se establece la transacción eCall. La red móvil reconoce eCall como una llamada de emergencia TS12 (teleservicio 12, siendo el 112 el número de llamada de emergencia único europeo). Además, a través de un discriminador (eCall flag) es posible diferenciar las eCall de otras llamadas de emergencia, para enviarlas a un destino dedicado. En el caso de iniciación de eCall, el IVS debe desactivar cualquier comunicación en curso hasta que finalice eCall.
Al establecer la conexión, se envía el conjunto mínimo de datos (MSD) al operador del Centro 112 (PSAP), incluyendo la posición (coordenadas de GNSS -GPS y en el futuro Galileo-), dirección y sentido (a través de las últimas posiciones) del vehículo, hora del accidente, tipo de vehículo e incluso una estimación del número de pasajeros (por ejemplo a través del número de cinturones de seguridad abrochados). El sistema intentará establecer una conexión de audio entre el vehículo y el PSAP que permita determinar si es necesario movilizar los servicios de emergencia; con base en la información recogida el PSAP toma la decisión más adecuada en cada caso.
Además de la activación automática por la detección de un posible accidente, los ocupantes del vehículo pueden activar eCall de forma manual.

## Estandarización
El Instituto Europeo de Normas de Telecomunicaciones consideró varias tecnologías (UUSD, USD, SMS, DTMF, módem en banda -in-band modem-) y al final, a propuesta de los operadores de telefonía móvil, con el acuerdo del resto de las partes interesadas, ha propuesto un protocolo de comunicación basado en el in-band modem, y fue la tecnología propuesta por Qualcomm la finalmente aprobada. Este estándar es abierto y Qualcomm se ha comprometido a no cargar licencia por su utilización para eCall.
Por otra parte, el Comité Europeo de Normalización (CEN) ha definido, a través del Comité CEN/TC 278, la estructura del conjunto mínimo de datos (MSD minimum set of data sus siglas en inglés) en la Norma EN 15722 y los requisitos operacionales comunes para los sistemas eCall. La Norma EN 16062 contiene requisitos para los PSAP y la Norma EN 16072 establece los requisitos de funcionamiento de eCall, incluyendo los servicios suministrados por terceros (TPS-eCall).

## Futuro
Una vez en el despliegue activo, se espera que se desarrollen otros servicios telemáticos basados en las funcionalidades de posicionamiento, capacidad de procesamiento y comunicación introducidas por la plataforma eCall, privados y públicos, tales como sugerencias de ruta e información de tráfico, telepeaje, seguimiento de mercancías peligrosas, esquemas avanzados de seguros, etc.
En España se están además haciendo pruebas para eCall en motos.
Desde el 1 de abril de 2018, los coches vendidos en la Unión Europea han de incluir el sistema eCall.